# (16113) Ahmed
(16113) Ahmed (1999 XN23) – planetoida z pasa głównego asteroid okrążająca Słońce w ciągu 4,97 lat w średniej odległości 2,91 j.a. Odkryta 6 grudnia 1999 roku.